# 미코얀 MiG-27
미코얀 MiG-27(러시아어: Микоян МиГ-27)은 1970년대 중후반 소련에서 도입된 가변익 공격기이다. 1970년부터 1986년까지 소련에서 생산되었고, HAM이 라이선스를 받아 생산했다. 1991년 소련의 붕괴 이후에는 소련의 계승 국가인 우크라이나, 러시아, 카자흐스탄의 공군이 사용했다. 그러나 다른 소련의 전투기들과는 달리, MiG-27은 전 세계에 널리 채택되지는 않았다. MiG-27보다는 수호이 Su-22와 MiG-23BN이 더 많이 채택되었기 때문이다.
MiG-27은 MiG-23에서 파생된 기종이지만, 공대지 공격에 적합하게 설계되었다. 카르길 전쟁, 스리랑카 내전, 소련-아프가니스탄 전쟁 등에 배치되었다. 기체 결함으로 인한 사고도 자주 발생했다.

## 같이 보기
- 미코얀-구레비치 MiG-23
- 파나비아 토네이도
- SEPECAT 재규어
- 수호이 Su-17